# Nuredin Bakiu
Nuredin Bakiu, född 19 januari 1982 i Skopje, är en svensk fotbollsmålvakt. Nuredin eller Nurre som han kallas har dubbelt medborgarskap, både för Nordmakedonien och Sverige.
Han har tidigare spelat för bland annat Jönköpings Södra IF och IFK Norrköping. Första säsongen i IFK agerade han andremålvakt men under IFK:s succesäsong 2007 var han nummer ett. Han blev i november 2011 klar för division 3-klubben Råslätts SK.